# 宋遥
宋遥（682年—747年），字仲達，广平人，唐朝政治人物。
早年為國子進士，後補东莱郡录事参军，移任密县尉。開元年間，累官侍郎，開元二十九年（741年），與苗晉卿主持官員選拔。天宝二年（743年），李林甫擔任吏部尚書後，政事繁忙，將選事悉委託宋遙、苗晉卿。御史中丞张倚之子张奭到吏部候选。苗晋卿与宋遥因张倚正受玄宗宠信，欲攀附之，遂将张奭列为第一。时人皆知张奭不读书，因此群议沸腾。前蓟县（今北京西南）县令苏孝韫將此事告知安禄山，於是安禄山上奏朝廷。玄宗亲自在花萼楼重試已录取官员，能通过考核者十不及一二，张奭则交白卷。玄宗大怒，贬晋卿为安康郡太守、宋遥为武当郡太守、张倚为淮阳郡太守。天寶六載卒於上黨，得年六十五。